# Aeródromo de San Enrique

i8
i11
i13
Aeródromo de San Enrique ist ein spanischer Agrarflugplatz im Gemeindegebiet von Almodóvar del Campo in der Provinz Ciudad Real.
Der Flugplatz liegt rund zehn Kilometer westlich von Puertollano entfernt. Der Aeródromo ist für die zivile Luftfahrt unter VFR-Bedingungen zugelassen. Er wird hauptsächlich durch Agrarflugzeuge und vereinzelt durch Privatmaschinen der Betreiberfirma Cubel S.A. genutzt.
Auf diesem Flugplatz ist jeder Pilot selbst für die Einordnung in den Platzverkehr und die Einhaltung von Sicherheitsabständen zu anderen Luftfahrzeugen verantwortlich. Es gibt keine flugplatztypischen Infrastruktureinrichtungen.